# South Uist
South Uist (schottisch-gälisch: Uibhist a Deas) ist die zweitgrößte Insel der Äußeren Hebriden in Schottland. Sie ist 32 km lang und 10 km breit. Hauptort und einer der wichtigsten Fährhäfen der Äußeren Hebriden ist Lochboisdale (schottisch-gälisch: Loch Baghasdail). Die Bevölkerung ist mehrheitlich katholisch. Neben Englisch sprechen viele Einwohner Gälisch. 2011 lebten 1754 Person auf South Uist.
Nördlich von South Uist liegt die Insel North Uist. Im Nordwesten der Insel South Uist befinden sich seit den 1950er Jahren eine Testanlage und Startplätze für Höhenforschungsraketen und militärische Raketen. Es wurden von hier britische Raketen vom Typ Skua und Petrel eingesetzt.
Auf der aus Nord- und Südinsel bestehenden Gruppe liegen eine Reihe vorzeitlicher Denkmäler, so Dun Vulan, Kilpheder und South Clettraval.

## Sehenswürdigkeiten
(siehe auch: Liste der Listed Buildings auf South Uist)

### Kildonan Museum
Das Kildonan Museum stellt lokale Funde vom Mahlstein von 4000 vor Chr. über landwirtschaftliches und nautisches Gerät der Vergangenheit bis hin zu Werkzeugkollektionen verschiedener alter Handwerke aus. Das Herzstück der Sammlung der Clach Chlann ’ic Ailein (Clanranald Stone), ein Stein aus dem 16. oder 17. Jahrhundert aus der Wand einer Kapelle. Er wurde 1990 gestohlen und 1995 von den Erben des Diebes zurückgegeben. 

### Howmore oder Tobha Mòr (gälisch)
Dabei handelt es sich um ein sehr bedeutendes Kirchenzentrum aus dem 9. bis 13. Jahrhundert. Es besteht aus einer ganzen Reihen von Gebäuden, die teilweise noch nicht ausgegraben sind. Der Ort selbst wirkt auf den unkundigen Besucher nicht sehr spektakulär. Derzeit sind nur Ruinen sichtbar, die für den Tourismus nicht erschlossen sind. Nur eine einzelne erklärt, wo man sich befindet. Die Gebäude sind in einem Umkreis von einigen hundert Metern verstreut.

### Ormacleit Castle
Ormacleit Castle nur in Form von Mauerresten erhalten, in denen und um die ein Privatmann einen Bauernhof betreibt. Das Schloss ist das jüngste auf South Uist. Errichtet wurde es 1701 bis 1708, abgebrannt ist es aufgrund eines Küchenbrandes bereits 1715. Es gehörte dem Clan Ranald und wurde nie wieder aufgebaut.

### Caisteal Bheagram (gälischer Name)
Es liegt südlich der Stadt Drimsdale (gälisch: Dreumasdal) im Loch Eilean. Es handelt sich dabei nicht um ein Schloss („castle“), sondern um einen verfallenen Turm auf einer winzigen Insel im Loch, einem Süßwassersee.

### Pollachar Stone
Der Pollachar Stone steht wenige Schritte vor dem Pollachar Inn an einem Aussichtspunkt über das Meer und auf die Insel Barra. Der Name ‚Pollachar’ kommt aus dem Gälischen von ‚Poll a’ Charra‘ ('Stein an der Bucht / am Meeresarm', wobei ‚Charra’ Stein bedeutet, ‚Poll’ die Wasserformation). Siehe auch Beinn a’ Charra.

### Dun Altabrug
Ein ähnlicher Turm wie Caisteal Bheagram findet sich nördlich des Ortes Stoneybridge auf einer winzigen Insel im Loch Altabrug. Zahlreiche Mauerreste künden von einer lange verlassenen Ortschaft in der Nähe am Land.